# El oficio de unir
El oficio de unir, experiencias y reflexiones de un hombre inquieto, es un libro autobiográfico del escritor Antonio Sáenz de Miera publicado en 2012 y prologado por el jurista Francisco Javier Laporta.

## Historia
El oficio de unir, experiencias y reflexiones de un hombre inquieto, relata las reflexiones personales de las experiencias de su autor, Antonio Sáenz de Miera. Las experiencias en el campo empresarial, el mundo laboral, las fundaciones, la sociedad española, la figura del rey de España, la política española de los años 1960 a los años 2010.
La experiencia  de Sáenz de Miera como presidente de la fundación cultural Cercedilla, para promover la naturaleza y la concienciación ecológica, promoviendo y consiguiendo la declaración de parque natural nacional de la sierra de Guadarrama. Así como las experiencias como director ejecutivo en empresas y otras fundaciones como la fundación universidad y empresa.

## Estructura
El oficio de unir experiencias y reflexiones de un hombre inquieto, está prologado por Francisco Javier Laporta, catedrático de la Universidad Autónoma de Madrid,
La obra expone el mundo socioeconómico y empresarial español de la segunda mitad del siglo XX y los años iniciales del siglo XXI. Los cambios en la vida política y social desde la experiencia en varias organizaciones empresariales como punto que desencadena las reflexiones del autor.
El oficio de unir, desgrana la vida del autor en su contexto histórico con hechos de la sociedad del momento que sirven para comprender la evolución y cambios político sociales en la historia española.
Además de las actividades empresariales, incluye experiencias como el mayo de 1968 en Francia, tema sobre el que  Antonio Sáenz de Miera realizó su tesis doctoral y constituyó su primer trabajo de investigación, Estudio e interpretación de la crisis social en los sucesos de mayo-junio de 1968 en Francia que tomaría forma como libro. Cuenta cómo la excusa de aceptar una beca del programa Fulbright le sirvió para no dedicarse a la política trabajando en el Ministerio de Justicia (España) junto a Antonio María de Oriol. Personajes de la vida pública española y personas que influyeron en su vida.